# Veľké jazero (přírodní rezervace)
Veľké jazero je přírodní rezervace v oblasti Latorica.
Nachází se v katastrálním území obce Vojka v okrese Trebišov v Košickém kraji. Území bylo vyhlášeno či novelizováno v roce 1967 na rozloze 8,0425 ha. Ochranné pásmo nebylo stanoveno.